# Monumenta Henricina
«Monumenta Henricina» — португальський 15-томний збірник історичних документів, що присвячені життю й діяльності португальського інфанта Енріке Мореплавця. Опублікований у 1960—1974 роках у Коїмбрі. Складений з нагоди 500-річчя смерті інфанта. До укладання збірника були залучені провідні португальські науковці: Мануел Лопеш де Алмейда, Ідаліну Феррейра да Кошта-Брошаду, Антоніу Жуакін Діаш Дініш та інші. До збірника увійшли документи 1143—1620 років, згруповані у томи в хронологічному порядку. Цінне джерело для вчення історії Португалії XV століття та Доби великих географічних відкриттів.

## Томи
- Monumenta Henricina. Vol. I (1143—1411). Coimbra, 1960.   [Архівовано 26 липня 2020 у Wayback Machine.]
- Monumenta Henricina. Vol. II (1411—1421). Coimbra, 1960.  [Архівовано 26 липня 2020 у Wayback Machine.]
- Monumenta Henricina. Vol III (1421—1431). Coimbra, 1961.
- Monumenta Henricina. Vol IV (1431—1434). Coimbra, 1962.
- Monumenta Henricina. Vol V (1434—1436). Coimbra, 1963.  [Архівовано 26 липня 2020 у Wayback Machine.]
- Monumenta Henricina. Vol. VI (1437—1439). Coimbra, 1964.  [Архівовано 27 липня 2020 у Wayback Machine.]
- Monumenta Henricina. Vol. VII (1439—1443). Coimbra, 1965.  [Архівовано 26 липня 2020 у Wayback Machine.]
- Monumenta Henricina. Vol. VIII (1443—1445). Coimbra, 1967.  [Архівовано 27 липня 2020 у Wayback Machine.]
- Monumenta Henricina. Vol. IX (1445—1448). Coimbra, 1968.
- Monumenta Henricina. Vol. X (1449—1451). Coimbra, 1969.
- Monumenta Henricina. Vol. XI (1451—1454). Coimbra, 1970.
- Monumenta Henricina. Vol. XII (1454—1456). Coimbra, 1971.
- Monumenta Henricina. Vol. XIII (1456—1460). Coimbra, 1972.
- Monumenta Henricina. Vol. XIV (1460—1469). Coimbra, 1973.
- Monumenta Henricina. Vol. XV (1469—1620) e Suplemento (1414—1461). Coimbra, 1974.